# Cup game
Cup game là một trò chơi vỗ tay của trẻ em tham gia khai thác và nhấn một cốc bằng cách sử dụng một nhịp điệu được xác định. Trò chơi có thể được chơi bởi nhiều người chơi ngồi quanh bàn và thường được chơi trong các nhóm lớn. Mỗi người chơi sở hữu một chiếc cốc và đồng loạt các cầu thủ chạm vào nhịp điệu được xác định bằng cách sử dụng ly của họ. Nó có thể được chơi cạnh tranh, nơi nhịp điệu tốc độ trong mỗi "vòng", và người chơi mắc lỗi trong nhịp điệu phải thoát khỏi trò chơi, với "vòng" mới bắt đầu sau mỗi lần loại bỏ, và chơi trò chơi chỉ còn một người chơi, với người chơi đó là người chiến thắng.

## Nhịp điệu của Cup game
Cup game bắt đầu bằng một cái cốc được đặt lộn ngược trước mỗi người chơi. Giả sử một người chơi thuận tay phải, nhịp điệu thường diễn ra như sau:
- Bước #1: Vỗ tay hai lần
- Bước #2: Tay thay thế, nhanh chóng chạm vào đầu cốc bằng đầu ngón tay ba lần (Trong một số biến thể, bàn ở hai bên của cốc được nhấn)
- Bước #3: Vỗ tay một lần
  - Nhấc cốc bằng tay phải và di chuyển nó sang phải
- Bước #4: Đặt cốc xuống bàn (vẫn lộn ngược) với một chuyển động mạnh mẽ
- Bước #1: Vỗ tay một lần
  - Nhấc cốc bằng tay phải sao cho cốc bây giờ là bên phải
- Bước #2: Chạm vào đỉnh của cốc (đầu mở của cốc) bằng phẳng của bàn tay trái để tạo ra tiếng vang
  - Đặt cốc xuống bàn (bây giờ là phía bên phải lên) với một chuyển động mạnh mẽ, nhưng giữ tay phải trên cốc
- Bước #3: Một lần nữa lấy cốc bằng tay phải, và chạm vào đỉnh cốc bằng bàn tay trái
  - Tát tay trái xuống phẳng trên bàn
- Bước #4: Với cốc vẫn còn ở tay phải, đưa cốc trở lại vị trí ban đầu của nó, lộn ngược trên bàn trước người chơi

Lặp lại chuỗi trên vô thời hạn. Một số phiên bản liên quan đến các biến thể mà người chơi trao đổi cốc trong khi thực hiện nhịp điệu, hoặc người chơi tát tay với nhau.

## Một nhịp điệu trò chơi khác
Trong các màn trình diễn của Lulu và chụp đèn (và mới hơn), đây là bàn tay phải đã trượt xuống bàn.
- Bước #1: Vỗ tay hai hoặc ba lần
- Bước #2: Bàn tay thay thế, nhanh chóng chạm vào đầu cốc bằng đầu ngón tay ba lần (Trong một số biến thể, bàn ở hai bên của cốc được khai thác)
- Bước #3: Vỗ tay một lần
  - Nhấc cốc bằng tay phải và di chuyển nó sang phải
- Bước #4: Đặt cốc xuống bàn (vẫn lộn ngược) với một chuyển động mạnh mẽ
- Bước #1: Vỗ tay một lần
  - Nhấc cốc bằng tay phải (ngón tay cái xuống) để cốc bây giờ là bên phải
- Bước #2: Chạm vào đỉnh của cốc (đầu mở của cốc) bằng phẳng với bàn tay trái để tạo ra tiếng vang
  - Đặt cốc xuống bàn (bây giờ là phía bên phải lên) với một chuyển động mạnh mẽ, nhưng giữ tay phải trên cốc
- Bước #3: Với cái cốc vẫn còn ở tay phải, chạm vào đáy cốc bằng bàn tay trái và cầm nó bằng tay trái
  - Tát tay phải xuống trên bàn (gần phía bên trái của người chơi)
- Bước #4: Với cốc ở tay trái, trả lại cốc về vị trí ban đầu của nó, lộn ngược trên bàn trước máy nghe nhạc (hoặc ở phía trước máy nghe nhạc bên phải) với một chuyển động mạnh mẽ của bộ gõ

Lặp lại chuỗi trên vô thời hạn.

## Trong âm nhạc
Ca sĩ Christian Rich Mullins đã sử dụng trò chơi cup để đi cùng bài hát "Screen Door" trong album năm 1987 Pictures in the Sky. Nó được sử dụng bởi Palavra Cantada (Paulo Tatit & Sandra Peres) vào năm 1998 với bài hát "Fome Come" trong album "Canções Curiosas". Vào năm 2009, ban nhạc Lulu và các Lampshades đã sử dụng trò chơi trong màn trình diễn của họ trong bài hát gia đình Carter năm 1930 Khi tôi được sửa đổi cho phù hợp với trò chơi của "Lulu" (Luisa Gerstein). Rapper P.O.S cũng sử dụng trò chơi cúp trong "Optimist (We Are Not for Them)" trong album năm 2009 Never Better. Vào năm 2011, trò chơi cup đã được Anna Burden sử dụng để đi cùng bài hát "When I'm Gone" trong một video trên YouTube đã lan truyền. Anna Kendrick đã tự dạy mình để sao chép video của Burden, và điều này đã được thực hiện trong bộ phim Pitch Perfect năm 2012 của cô, phiên bản "Cups (When I'm Gone)" của cô lần lượt được sao chép rộng rãi với một video năm 2013 sau đĩa đơn đăng trên các bảng xếp hạng quốc gia và quốc tế.

## Lịch sử
Có những trò chơi cup cũ hơn, với nhịp nhàng di chuyển và đi qua ly. Thường thì có một vị trí đặc biệt trong nhịp điệu mà sự vượt qua khác nhau, nhanh hơn, hoặc khó khăn hơn, và thiếu thông tin này đặt một cầu thủ "ra", một "vòng" mới bắt đầu với mỗi loại bỏ, và người chơi cuối cùng chiến thắng.
Một trò chơi như vậy được gọi là "Acitrón de un fandango" (hoặc nhiều cách viết khác), và được cho là bắt nguồn từ Mexico.